# ديفيد أليند
ديفيد أليند (بالإسبانية: David Allende)‏ هو لاعب كرة قدم ومدرب كرة قدم تشيلي، ولد في 15 مايو 1986 في تشيلي. لعب مع ديبورتيس ماجالانز.

## وصلات خارجية
- ديفيد أليند على موقع قاعدة بيانات كرة القدم.إي يو (الإنجليزية)
- ديفيد أليند على موقع Soccerway.com (الإنجليزية)